# 어른들은 몰라요 (2021년 영화)
《어른들은 몰라요》는 2021년에 개봉한 대한민국의 영화 작품이다.

## 캐스팅
- 이유미 : 오세진 역
- 안희연 : 한주영 역
- 신햇빛 : 어신지 역
- 이환 : 이재필 역
- 박강섭 : 배상섭 역
- 방은정 : 국은정 역
- 허준석 : 원준석 역
- 한성수 : 어대용 역 - 어신지의 오빠
- 조성하 : 민성하 역 (특별출연)
- 이승연 : 김승연 역 (특별출연) ... 민성하의 아내
- 박수영 : 교장 역 (특별출연)
- 김강현 : 부동산업자 역 (특별출연)
- 남문철 : 산부인과 의사 역 (특별출연)
- 현봉식 : 길봉식 역 (특별출연)
- 류아벨 : 상담사 역 (특별출연)
- 노수산나 : 산부인과 여의사 역 (특별출연)

## 수상 목록
- 2021년 제30회 부일영화상 신인여자연기상 (이유미)
- 2021년 제8회 한국영화제작가협회상 신인배우상 (이유미)
- 2022년 제58회 백상예술대상 여자 신인연기상 (이유미)